# Poblat talaiòtic de s'Illot
El poblat talaiòtic de s'Illot és un poblat talaiòtic situat a Sant Llorenç des Cardassar (Mallorca), integrat per diversos edificis comunals i les cases que habitaven els pobladors de l'indret. La seva cronologia cal situar-la entorn del 850-123 aC. Conserva un bon tram de la murada perimetral.

## Situació

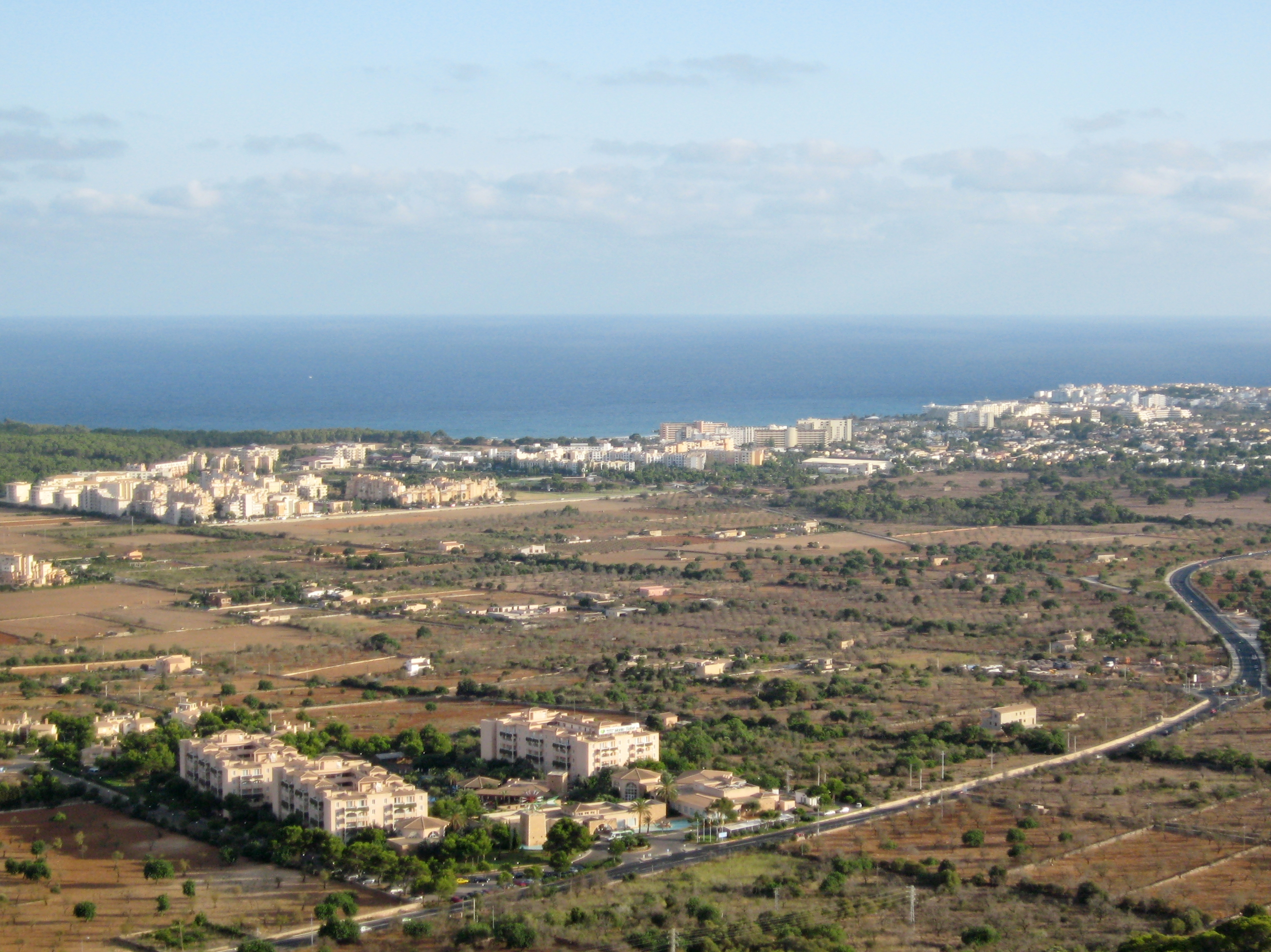
Vista de sa Coma i s'Illot

El jaciment està situat molt prop de la mar, a tocar de la desembocadura del torrent de Ca n'Amer, a la localitat de s'Illot, a uns 16 quilòmetres de Manacor. En l'actualitat s'Illot és un nucli turístic. Des de l'emplaçament del poblat es controlava una extensa zona, es dominava la badia de sa Coma i de s'Illot, i es disposava d'aigua potable.

## Entorn del jaciment
L'entorn físic del poblat està format per una àrea de terres argiloses i sediments quaternaris (call vermell). Aquests sòls són adequats en especial per arbres i pastures, en menor mesura pels cereals, l'amplada dels sediments ofereix unes bones condicions pels cultius. A l'interior del jaciment s'hi troba una cova amb aigua dolça que pogué tenir la seva informació en la formació del nucli de poblament.

## Coneixement del jaciment
És un dels poblats talaiòtics més ben conservats de l'illa, i un dels més ben investigats. A la dècada dels 60 el poblat va ser excavat per investigadors de la Universitat de Magdeburg. El lloc va ser declarat patrimoni cultural el 1951. El 1966 Rosselló i Frey publicaren el plànol del poblat. Hi destaca un gran talaiot esglaonat, construït, segurament per raons de caràcter religiós, damunt d'una cova amb una font d'aigua dolça. El recinte protegia poc més d'una trentena de cases, a més de dos petits santuaris amb planta de ferradura i un segon talaiot. Ha donat la més antiga datació radiocarbònica d'un assentament talaiòtic (1130 ±75 aC).

## Cronologia
Aquesta zona arqueològica permet documentar una ocupació de més de 1000 anys. Les restes més antigues són de devers el 1100 aC. Sembla que les dades disponibles d'aquestes datacions s'han efectuat sobre carbons procedents del nivell d'incendi d'una construcció anterior al turriforme. Damunt aquest primer assentament s'hi bastí el conjunt que ara es pot observar a través de les restes que n'han perviscut. Entorn del turriforme s'hi construïren una sèrie d'edificacions, en un primer moment sense murades. El sistema defensiu descansava sobre les mateixes parets ciclòpies de les edificacions, encara que pogueren existir tanques amb altres materials. El talaiot exterior degué complir funcions rituals. L'ocupació més intensa del poblat es degué produir prop del 900 aC i degué durar fins al segle I a.C:, amb la romanització. Així i tot, va seguir ocupat, amb major o menor intensitat, fins a la dominació islàmica.

## Descripció

### Habitacions adossades al turriforme central (550-123 aC)
La vida en els poblats talaiòtics s'organitzava entorn de dues esferes, una comunal o social i una altra de tipus més domèstic. Les grans edificacions ciclòpies devien acollir aquelles activitats més de tipus comunal o social, mentre que les habitacions adossades devien englobar aquelles activitats de tipus domèstic i que se circumscriuen a un àmbit familiar.
Encara que les dimensions de les cases varien, hi devien viure entre 5 i 9 persones. La seva distribució interna ens permet observar àrees de descans o zones de preparació d'aliments al voltant d'una llar. En l'alimentació quotidiana hi devia ser present, amb major o menor mesura, la carn, bàsicament d'ovelles, cabres, porcs i bous, completada amb cereals i tubèrculs i fruits.

### Habitació de planta arronyonada
Es tracta d'una de les poques cases excavades del poblat de s'Illot. Aquesta habitació, amb una entrada lateral, es divideix en tres àmbits: un petit a la dreta de l'entrada, un segon molt més gran al centre del qual hi ha una llar en què s'hi cuinava i, al final de la casa, hi ha un tercer àmbit on es va localitzar una segona llar. Aquesta és l'habitació que va servir de model per representar el teatre virtual.

### Turriforme central
Aquesta zona és la més antiga del poblat de s'Illot i el turriforme es va construir sobre les restes d'estructures de finals de l'Edat del Bronze (1100-900 aC). Des d'aquesta zona més alta es pot observar tota l'extensió i les estructures del poblat de s'Illot. Ens trobam a la part superior d'un túmul escalonat, edifici massís en què es realitzaven activitats de tipus comunal amb una forta càrrega simbòlica. Al voltant d'aquest turriforme s'hi adossaren tota una sèrie d'habitacions. Les més properes es podrien datar entre el 850 i el 550 aC mentre que les més allunyades degueren començar a construir-se a partir del 550 aC.

### Talaiot exterior
Des de la zona central es poden observar tres conjunts del poblat de s'Illot. El primer se situa a l‘esquerra. Es tracta d'un talaiot amb una habitació adossada. Els talaiots són construccions en forma de torre, tant de planta circular com quadrada. Poden tenir moltes funcions segons la seva localització a l'interior d'un poblat, a zones de gran control o a centres cerimonials. Tanmateix, sempre es relacionen amb activitats comunals com el control del territori, cerimònies o repartiment d'aliments.

### Murada
A la dreta, en el límit del poblat, es poden veure les restes de la murada ciclòpia de traçat ovalat que possiblement envoltava tot el conjunt. Se'n conserva prop de la meitat (uns 117 m.). Està construïda amb grans lloses de pedra calcària que en algunes ocasions superen la tona de pes. La tècnica emprada és la pròpia de les murades ciclòpies, amb una reducció de la mida de les peces de pedra a les filades superiors. Tenia tant una funció defensiva com simbòlica de la força de la comunitat capaç de construir-la.

### Talaiot interior i habitacles adossats
En segona línia s'observa un altre conjunt arquitectònic format per un talaiot de planta circular al qual se li adossen tota una sèrie de cases. En el talaiot s'hi devien realitzar activitats comunals com el repartiment d'aliments i diferents tipus de cerimònies, mentre que en les habitacions adossades hi devien viure les famílies del poblat.

### Edificis rellevants o santuaris
En primera línia s'observen dues construccions de planta absidal. Una d'aquestes cambres conserva la base d'una columna. Per la seva forma, s'interpreten com santuaris o edificis singulars dins del poblat. Probablement es construïren a partir del 600 aC.